# Ібрагім (казанський хан)
Ібрагім (ابراهیم; д/н — 1479) — 4-й казанський хан у 1467—1479 роках.

## Життєпис
Походив з династії Тука-Тимуридів, гілки Чингизідів. Син хана Махмуда. Посів трон після смерті брата — хана Халіля за незрозумілих обставин.
На цей час відбувалася підготовка до війни з Великим князівством Московським, володар якого Іван III відмовився сплачувати данину казанському ханові.
У 1467 році Іван III відправив хана Касима, стрийка Ібрагіма, з метою захопити владу в державі. Проте Касим не отримав підтримки знаті та військовиків. Того ж року казанський хан завдав поразки московитам у битві біля Волги (точне місце невідоме). Взимку того ж року Ібрагім розграбував околиці Галича.
У 1468 році московити зміцнили свої залоги в Нижньому Новгороді, Муромі, Костромі, Галичі. За цим Іван III відправив війська плюндрувати землі Казанського ханства. У відповідь хан відправив загони на Кострому й Нижній Новгород. Перший захопив Кічменгський Городок та сплюндрував 2 волості. Другий (під орудою мурзи Ходжа-Берди) зазнав поразки біля Нижнього Новгороду.
За цим ушкуйники, спустившись човнами В'яткою на Каму, вдерлися до Кашанського улусу. У відповідь на північ були спрямовані сильні загони, які захопили Хлинов, встановивши там казанську залогу.
Помер Ібрагім 1479 року. Йому спадкував син Ільхам.

## Родина
Дружина — Фатма-Шах-Султан.
Діти:
- Ільхам (бл. 1450 — бл. 1490), казанський хан
- Мегір-Тагір (д/н — бл. 1490)
- Худай-Кул (д/н—1523)

Дружина — нур-Султан, донька Тимур-бія, беклярбека Ахмата, хана Великої Орди.
Діти:
- Мухаммед-Амін (1469—1518), казанський хан
- Абдул-Латіф (1475—1517), казанський хан
- Гаухаршад (1481 — бл. 1546)